# Georges Schiever
Georges Schiever, né le 6 novembre 1877 à Avallon et mort le 25 septembre 1947 à Paris, est un homme politique français.

## Biographie
Fils d'un commerçant alsacien installé dans l'Yonne après la guerre de 1870, Georges Schiever reprend l'entreprise familiale après des études secondaires à Avallon.
Conseiller municipal de cette ville à partir de 1912, il en devient le maire en 1929, puis est élu conseiller général en 1933.
Après la Libération, il figure en seconde position sur la liste de droite menée par Jean Moreau pour l'élection de l'assemblée constituante, en octobre 1945, et est élu député, et réélu dans les mêmes conditions en juin 1946. Pendant ces deux mandats, il est un parlementaire assez peu actif, ne déposant aucun texte et n'intervenant jamais en séance publique.
En novembre 1946, il décide de ne pas se représenter. En décembre, il est élu conseiller de la République, et devient secrétaire de la commission du ravitaillement du Conseil de la République.
Son mandat est cependant de courte durée, car il décède en septembre 1947, des suites d'une intervention chirurgicale, à l'âge de 69 ans.

## Détail des fonctions et des mandats
Mandat parlementaire
- 24 décembre 1946 — 24 septembre 1947 : conseiller de la République de l'Yonne